# Felipe Argel
Felipe Andrés Argel Ojeda (Puerto Varas, 18 de abril de 1990) es un futbolista chileno que juega como delantero y actualmente milita en el Club Quesos Kumey. Debutó en la Primera División vistiendo la camiseta de Deportes Puerto Montt en el 2007 contra Palestino en el Chinquihue.

## Clubes
| Club                             | País  | Año           |
| -------------------------------- | ----- | ------------- |
| Deportes Puerto Montt            | Chile | 2007-2009     |
| Fernández Vial                   | Chile | 2010          |
| Provincial Osorno                | Chile | 2011          |
| Ñublense                         | Chile | 2012-2013     |
| Deportes Puerto Montt            | Chile | 2013-2014     |
| Club Deportivo Kumey (Purranque) | Chile | 2016-2019     |
| Eleuterio Ramírez (Maullín)      | Chile | 2020-Presente |